# Инвестиционная недвижимость
Инвестиционная недвижимость (англ. investment property) — недвижимость (земля и/или здание), находящаяся в распоряжении владельца с целью получения арендных платежей и/или дохода от прироста стоимости капитала, но не для использования в производстве или поставках материалов и услуг, либо для административных целей или продажи в ходе обычной деятельности.

## Определение
Согласно международному стандарту финансовой отчётности IAS 40 «Инвестиционная недвижимость», недвижимость признаётся инвестиционной, если:
- находящаяся в распоряжении компании с целью получения дохода от прироста стоимости капитала в долгосрочной перспективе, а не с целью продажи в краткосрочной перспективе в ходе обычной деятельности компании;
- находящаяся в распоряжении компании, будущее предназначение которой на текущий момент не определено; в том числе неопределившаяся земля, которая занята недвижимостью, предназначенной для продажи в краткосрочной перспективе в ходе своей обычной деятельности;
- здание, находящееся в собственности компании (или полученное компанией по договору финансовой аренды), сданное в операционную аренду;
- здание, которое в данный момент не занято, но предназначено для сдачи в операционную аренду.